# Гамильтон (округ, Техас)
О́круг Гамильтон (англ. Hamilton county) — округ штата Техас Соединённых Штатов Америки. На 2000 год в нём проживало 8229 человек. По оценке бюро переписи населения США в 2008 году население округа составляло 8092 человек. Окружным центром является город Гамильтон.

## История
Округ Гамильтон был сформирован в 1856 году из участков округов Боске, Команче и Лампасас. Он был назван в честь Джеймса Гамильтона Младшего, губернатора Южной Каролины, оказывавшего финансовую поддержку Республике Техас.